# Сорокуш чорноголовий
Сороку́ш чорноголовий (Thamnophilus schistaceus) — вид горобцеподібних птахів родини сорокушових (Thamnophilidae). Мешкає в Південній Америці.

## Опис
Довжина птаха становить 13-14 см, вага 19-21 г. Самець сірий, верхня частина тіла дещо темніша, крила буруваті з сірими краями, райдужка рудувато-коричнева. Самиця має рудувато-коричневу пляму на тімені, верхня частина тіла в неї оливкова або оливково-коричнева, нижня частина тіла дещо світліша. Молоді птахи подібні до самиць, однак нижня частина тіла в них може бути коричневою, оливковою або світло-коричневою, а боки жовтуваті. Цьому виду сорокушів не притаманні плями на крилах.

## Підвиди
Виділяють три підвиди:
- T. s. capitalis Sclater, PL, 1858 — східні передгір'я Анд (південно-східна Колумбія, східний Еквадор, північно-східне Перу);
- T. s. schistaceus d'Orbigny, 1837 — східне Перу, північна Болівія, бразильська Амазонія;
- T. s. heterogynus (Hellmayr, 1907) — східна Колумбія, захід бразильської Амазонії.

## Поширення і екологія
Чорноголові сорокуші живуть в амазонській сельві на висоті до 1100 м над рівнем моря.